# Nastri d'argento 1951
La 6ª edizione dei Nastri d'argento si è tenuta nel 1951.

## Vincitori

### Regista del miglior film
- Alessandro Blasetti - Prima comunione

### Migliore scenario
- Alessandro Blasetti e Cesare Zavattini - Prima comunione

### Migliore attrice protagonista
- Anna Maria Pierangeli - Domani è troppo tardi

### Migliore attore protagonista
- Aldo Fabrizi - Prima comunione

### Migliore attrice non protagonista
- Giulietta Masina - Luci del varietà

### Migliore attore non protagonista
- Umberto Spadaro - Il brigante Musolino

### Migliore fotografia
- Marco Scarpelli - L'edera

### Migliore commento musicale originale
- Giovanni Fusco - Cronaca di un amore

### Migliore scenografia
- Guido Fiorini - Miracolo a Milano

### Miglior cortometraggio
- Notturno - regia di Vittorio Sala

### Migliore straniero che abbia lavorato in Italia
- Ingrid Bergman - Stromboli (Terra di Dio)

### Premio speciale
- Luigi Rovere per la serietà della sua produzione
- Michelangelo Antonioni per i valori stilistici ed umani di Cronaca di un amore

### Regista del miglior film straniero
- Billy Wilder - Viale del tramonto (Sunset Boulevard)

### Migliore attrice straniera
- Gloria Swanson - Viale del tramonto

### Migliore attore straniero
- Pierre Fresnay - Dio ha bisogno degli uomini